# دائرة مريباليس
دائرة مريباليس هي إحدى الدوائر الأربع في الإدارة الوسطى في هايتي، يبلغ عدد سكانها 164,910 نسمة في إحصائيات أغسطس 2003، تتبعها ثلاث بلديات، ورمزها البريدي يبدأ بالرقم 52.